# ويليام أندرسون (مدير مسرح)
ويليام أندرسون (بالإنجليزية: William Anderson)‏ هو مدير مسرح ‏ أسترالي، ولد في 14 يناير 1868 في بنديجو في أستراليا، وتوفي في 16 أغسطس 1940.

## وصلات خارجية
- ويليام أندرسون على موقع IMDb (الإنجليزية)